# Meulayu
Meulayu is een bestuurslaag in het regentschap Pidie van de provincie Atjeh, Indonesië. Meulayu telt 511 inwoners (volkstelling 2010).